# Chionaema guizonis
Chionaema guizonis är en fjärilsart som beskrevs av Jordan 1904. Chionaema guizonis ingår i släktet Chionaema och familjen björnspinnare. Inga underarter finns listade i Catalogue of Life.